# Sayako Kuroda
Sayako Kuroda (em japonês: 黒田 清子; nascida Sayako, Princesa Nori; Tóquio, 18 de abril de 1969) é a filha mais nova e única mulher do imperador emérito Akihito e da imperatriz emérita Michiko, e a irmã mais nova do atual imperador do Japão, Naruhito. Ela é uma sacerdotisa xintoísta imperial do Grande Santuário de Ise, atualmente servindo como a Sacerdotisa Suprema.
Sayako se casou com um japonês plebeu Yoshiki Kuroda no dia 15 de novembro de 2005. Como consequência disso, ela renunciou de seu título real (Princesa Nori, Nori-no-miya) e o tratamento de Sua Alteza Imperial, como requerido pela lei, deixando a Casa Imperial do Japão.
Foi o primeiro casamento em 45 anos para a filha do imperador reinante.
A última vez que a filha do imperador reinante se casou e tornou-se mais comum em 1960, quando a princesa Takako, a quinta filha do falecido Imperador Showa, se casou com um banqueiro.

## Educação e trabalho
A Princesa Nori graduou-se pelo Departamento de Língua e Literatura Japonesa da Faculdade de Letras da Universidade de Gakushuin, em março de 1992. No mesmo ano, foi aceita como assistente de pesquisa no Instituto Yamashina de Ornitologia, onde trabalhava duas vezes por semana. Em abril de 1998, Sayako foi designada pesquisadora na mesma instituição. Ela contribuiu com artigos sobre aves em vários trabalhos acadêmicos.
Em 8 de maio de 2012, Sayako Kuroda assumiu o cargo de sacerdotisa sagrada especial, se tornando monja xintoísta no Santuário de Ise, na província de Mie. Em 2017, foi promovida ao cargo de sacerdotisa suprema, ajudando seu pai, Imperador Akihito do Japão e também Sacerdote Supremo, considerado cabeça da religião, a realizar tarefas religiosas do xintoísmo.

## Vida de princesa
Em 1992, a princesa Nori iniciou uma carreira como pesquisadora do Instituto Yamashina de Ornitologia, onde se especializou no estudo de pássaros guarda-rios. A princesa também estava interessada na dança tradicional japonesa e realizada apresentações várias vezes no Teatro Nacional. Ela também participou de atividades relacionadas ao treinamento e uso de cães-guia para deficientes visuais.
Princesa Nori também realizou viagens ao outros países como membro da Família Imperial do Japão. Em 6 de novembro de 1995 ela visitou o Brasil para participar dos Eventos Comemorativos que celebram o Centenário do estabelecimento de relações oficiais entre o Japão e o Brasil a convite do Brasil, e depois passou em visita à Bolívia e aos Estados Unidos.

## Noivado e casamento
No dia 30 de dezembro de 2004, a Agência da Casa Imperial anunciou o noivado da Princesa Nori com seu colega de faculdade Yoshiki Kuroda (Universidade de Tóquio), o qual, na época, trabalhava como funcionário público da Prefeitura de Tóquio, mas foi conhecido de infância da princesa e também é o melhor amigo do Príncipe Akishino, um irmão mais velho de Miss Sayako.
O casamento aconteceu no Hotel Imperial, na cidade de Tóquio, em 15 de novembro de 2005. A princesa se casou virgem. Com o casamento, passou a usar o sobrenome da família de seu marido, Kuroda. Ele se tornou o primeiro plebeu de antepassados não-aristocráticos a se casar com uma princesa imperial japonesa.
Essas mudanças em seu status são exigidas pela Lei da Casa Imperial de 1947, que determina que princesas japonesas renunciem a suas posições de nascimento e à qualidade de integrante oficial da família imperial, a fim de obter permissão para o casamento. Embora ela não receba mais auxílio monetário imperial, Sayako recebeu um dote de mais de um milhão de dólares, para se tornar uma esposa.